# سمك محرشف

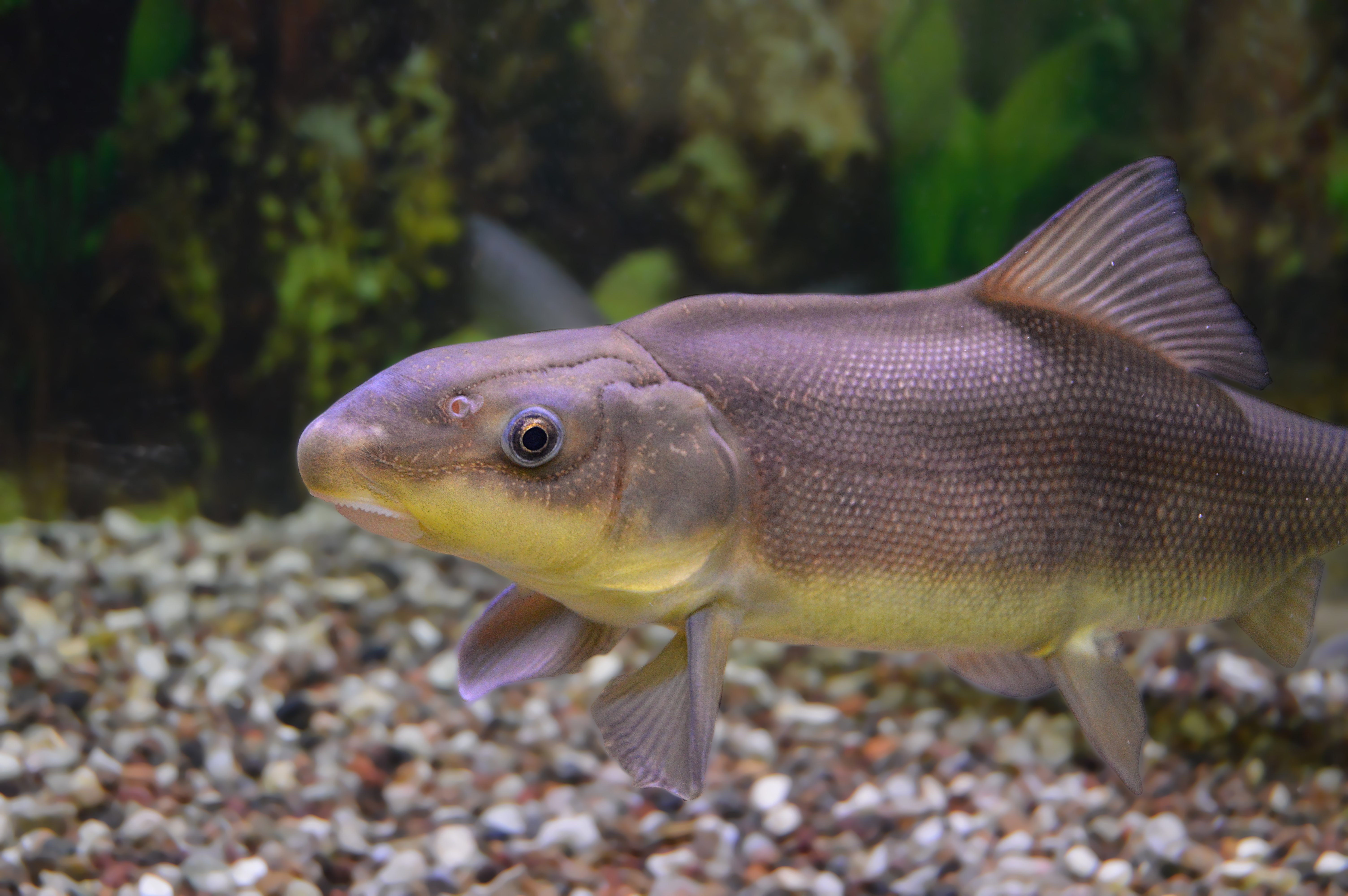

سمك محرشف (أو بالعامية سمك المهملات) هو مصطلح يستخدم من قبل وكالات الولايات المتحدة الأمريكية والصيادون الأمريكيون لوصف الأسماك التي تقل الرغبة في الحصول عليها بالنسبة للصيادين الرياضيين وذلك في مناطق محدودة. عادة ما يشير المصطلح إلى الأسماك ذات الأنواع  الكبيرة التي لا تؤكل عادة، والتي يندر العثور عليها أو مصادفتها، أو لا يبحث عنها الصيادون لأغراض رياضية. وكثير من هذه الأنواع مهم جدا في الصناعات السمكية التجارية، حيث تكون معظم كميات الأسماك التجارية من الأسماك الطازجة في المياه العذبة الداخلية.

## النوعية
لا توجد قائمة قياسية للأسماك المحرفشة. وقد يختلف تصنيف الأسماك  باختلاف المناطق فالسمكة المحرفشة في منطقة ما  قد تعد سمكة قابلة للأكل في منطقة أخرى، وغالبا ما يرجع ذلك إلى الاختلافات الثقافية أو بسبب التقاليد. على سبيل المثال، يعتبر الشبوط الشائع من الأسماك الحرشوفية غيرالمرغوب فيها في الولايات المتحدة وأستراليا، ولكن هو أسماك اللعبة الرائدة في أوروبا وأهم الأسماك الغذائية في معظم أنحاء آسيا. وبالمثل، يعتبر غار لونغوز سمكة خشنة وإزعاج غير مرغوب فيه في ولاية أوهايو. في لويزيانا، على الرغم من أنها تعتبر لذيذة من قبل بعض الجماعات العرقية، وبسبب العديد من العظام الصغيرة، ونادرا ما تكون شرائح، ولكن عادة ما توالت مع التوابل في «كرات غار» والمقلية.

## المحلي مقابل غير الشائع
قد تحتوي بعض الأسماك المحرشفة على أنواع غير مألوفة والتي قد تم استزراعها في مياه  أمريكا الشمالية  والتي جاء مصدرها من قارات أخر إما قصدا أو بغير قصد (على سبيل المثال، الكارب الشائع).
أما الأنواع الأخرى من الأسماك المحرفشة تتمثل في الأنواع المحلية والتي يمكن الخلط بينها وبين الكارب  نسبة إلى أوجه الشبه بينهم (bigmouth
buffalo, smallmouth buffalo, and suckers)
يصعب اعتبار  كثير من الأسماك المحرفشة أنها قابلة للأكل بسبب كثرة الأشواك فيها. ولا تزال هناك أسماك أخرى تندرج تحت تصنيف الأسماك المحلية المحرفشة حيث أنها مختلفة تماما عن الكارب، ولكنها مصنفة على هذا النحو لأنها غير مستخدمة أو لا تحظى بشعبية كبيرة.

## أصل التسمية
المصدر الأول لمصطلح «محرفش» الذي يتم تطبيقه على السمك يكمن في العمل التاريخي «تاريخ السمك والصيد في الجزء العلوي من نهر الميسيسيبي» لمؤلفه كارلندر. للاختصار: في الفترة من منتصف إلى أواخر القرن التاسع عشر، كثيرا ما قام التجار الصيادين في منتصف الولايات المتحدة باصطياد وتصفية كميات كبيرة من الأسماك النهرية في قواربهم للبيع، لاسيما في نهر الميسيسبي.  ثم يقطعون العديد من الأميال إلى أعلى أو أسفل النهر لتوصيل هذه الأسماك إلى الأسواق. في الطقس الصيفي الحار، غالبا ما تقوم السفن البطيئة المحملة بالأغراض من تخفيف أحمالها بسرعة لتضمن سلامة السمك وحفظه من التعفن قبل توصيله للسوق.وكانت الممارسة الشائعة في ذلك الوقت هي إنقاذ الأسماك المجهزة تجهيزا كاملا، حيث أنها تصدرت أعلى الأسعار في السوق. وقد تم التخلص من الأسماك التي ترتدي الحراشف (أو الأسماك المباعة «المغطاة بالحراشف» - مما يعني أنه تمت إزالة الأعضاء الداخلية ولكن لم يتم تقطيعها إلى شرائح) لتخفيف القارب عن طريق إلقاء الأسماك في النهر. وبالتالي فإن «السمكة المحرشفة» في الأصل هي سمكة من أي نوع تمت معالجتها جزئيا فقط ولا يمكن بيعها بسعر كامل. وقد تطور المصطلح فيما بعد إلى مصطلح مهين لأي أسماك غير مرغوب فيها أو غير شعبية.

## الاختلافات
ويستخدم مصطلح «الأسماك الخشنة» في أوروبا لوصف جميع الأسماك إلى جانب سمك السلمون المرقط والسلمون، ولكنه ليس مصطلحا مهينا. وقد بذلت وزارة الموارد الطبيعية في ولاية مينيسوتا جهودا لاستبدال مصطلح «الأسماك المحرفشة»  إلى مصطلح «الأسماك غير المستغلة». ويستخدم مصطلح «أسماك القمامة» في بعض المناطق، ولكنه مصطلح مهين ولا يقبله معظم العاملين بشكل مباشر في هذه الصناعة، بما في ذلك الصيادين.

## آفاق المستقبل
هناك العديد من أنواع الأسماك المحرفشة المعرضة للخطر. هذه الأسماك الأمريكية الأصل عددها محدود ومتناقص  ومعرضة لخطر الانقراض. وبسبب هذا، فإنها مدرجة في إطار قائمة الأنواع المهددة بالانقراض. بعض الأسماك المحرفشة المدرجة في القائمة من قبل مصلحة الأسماك والحياة البرية في الولايات المتحدة هي:
- Blue sucker (Cycleptus elongatus)[4]
- Razorback sucker (Xyrauchen texanus)[5]
- Robust redhorse (Moxostoma robustum)[6]
- Cui-ui (Chasmistes cujus)[7]
- Gray redhorse (Moxostoma congestum)[8]
- Sicklefin redhorse (Moxostoma spp.)[9]
- Shortnose sucker (Chasmistes brevirostris)[10]
- Flannelmouth sucker (Catostomus latipinnis)[11]
- Greater redhorse (Moxostoma valenciennesi)[12]
- Colorado squawfish (pikeminnows - Ptychocheilus spp.)
- Roundtail chub (Gila robusta)
- Humpback chub (Gila cypha)
- Bonytail chub (Gila elegans)

## الروابط الخارجية
- Roughfish.com
- rough fish: Definition from Answers.com